# Stanisław Gibiński
Stanisław Gibiński (ur. 1882 w Rzeszowie, zm. 7 stycznia 1971 w Katowicach) – polski malarz.

## Życiorys
Pracę zawodową zaczął w bardzo młodym wieku, pracował w rodzinnym Rzeszowie na kolei. Jego talent plastyczny został zauważony przez przełożonych, którzy pomogli mu przenieść się w 1908 do Krakowa. Rozpoczął studia na Akademii Sztuk Pięknych, był prawdopodobnie wolnym słuchaczem w pracowni Juliana Fałata. Należał do Polskiego Towarzystwa Gimnastycznego „Sokół”, 4 września 1914 wstąpił do Legionów Polskich, w szeregach 6 kompanii 2 pułku piechoty II Brygady pod dowództwem gen. Józefa Hallera uczestniczył w kampanii karpackiej, walczył pod Rafajłową, Mołodecznem i na Przełęczy Pantyrskiej. Po zakończeniu działań wojennych powrócił do pracy na kolei, jednocześnie malując w wolnym czasie. Uczestniczył w wystawach organizowanych przez krakowskie Towarzystwo Przyjaciół Sztuk Pięknych, a także w innych wystawach krajowych.
Stanisław Gibiński posługiwał się techniką akwarelową, tematami jego obrazów były pejzaże, sceny wiejskie, polowania i rybacy podczas pracy, a także natura, lasy i mokradła.
Jego synem był Kornel Gibiński.